# أبو بكر بن أبي علي الذكواني
أبو بكر محمد بن أبي علي أحمد بن عبد الرحمن بن محمد بن عمر بن حفص الهمداني الذكواني الأصبهاني المعدل. (333 هـ - 1 شعبان 419 هـ) قال أبو نعيم: «شهد وحدث ستين سنة، وسمع بمكة والبصرة والأهواز والري، وجمع وصنف، وكان حسن الخلق، قويم المذهب».

## روايتهللحديث النبوي
- سمع من: عبد الله بن جعفر بن فارس، ومحمد بن أحمد الكشاني، والقاضي أبي أحمد العسال، وأحمد بن معبد السمسار، ومحمد بن قاسم العسال، وأحمد بن محمد بن يحيى القصار، وأحمد بن بندار الشعار، وأبي إسحاق بن حمزة الحافظ، وعبد الله بن الحسن بن بندار المديني، وعاتكة بنت الإمام أبي بكر بن أبى عاصم، وأبي القاسم الطبراني، وأبي بكر بن الجعابي، وأبي بكر الآجري، وإبراهيم بن محمد بن إبراهيم الديبلي، وأحمد بن القاسم بن الريان اللكي المصري، وفاروق الخطابي، ومحمد بن إسحاق بن عباد التمار، وعدة. وله معجم في جزئين يرويه عبد الرحيم بن الطفيل عن السلفي.
- حدث عنه: أبو صادق محمد بن أحمد بن جعفر، وأبو بكر أحمد بن محمد بن أحمد بن موسى بن مردويه، وإسماعيل بن علي السيلقي، وأبو نصر عبد الرحمن بن محمد السمسار، وعمر بن حسن بن سليم، وعلي بن الفضل اليزدي، والفضل بن محمد الحداد، وأخوه أبو الفتح، وفضلان بن عثمان القيسي، وأبو العلاء محمد بن عبد الجبار الفرساني، وهؤلاء من شيوخ السلفي.